# اندیس نگینان
نگینان یک اندیس غیرفلزی است که در حوالی شهر بردسکن استان خراسان قرار دارد و مادهٔ معدنی موجود در آن، فیروزه است.